# Margaret Powell
Pour les articles homonymes, voir Powell.
Margaret Powell, née Ellen Margaret Steer (1907-avril 1984), est une écrivaine anglaise.
Elle est connue pour son livre autobiographique Below Stairs (Les tribulations d'une cuisinière anglaise) paru en 1968 racontant sa carrière comme domestique dans l'Angleterre de l'entre-deux-guerres. Below Stairs a inspiré la création de la série télévisée anglaise Upstairs, Downstairs (Maîtres et Valets).
Son livre est  aussi l'une des sources d'inspiration de la série Downton Abbey. La série anglaise Beryl's Lot retrace des éléments de la vie de Margaret Powell.

## Biographie

### Jeunesse et service domestique
Le père de Margaret, Harry, était peintre en bâtiment saisonnier et sa mère, Florence, était femme de ménage. Ses parents et sa grand-mère vivaient dans un trois pièces à Hove, dans le Sussex, et elle avait six frères et sœurs. À l'âge de 13 ans, lorsqu'elle a remporté une bourse d'études au lycée, ses parents ne pouvaient pas se permettre de lui faire continuer ses études,,,. Elle a travaillé dans une blanchisserie jusqu'à l'âge de 15 ans puis est devenue femme de ménage, d'abord à Hove, et un an plus tard à Londres. Comme elle avait de l'expérience en cuisine à la maison et détestait les travaux d'aiguille, elle a pu se faire embaucher comme aide-cuisinière. Elle a ensuite pu exercer accéder au rang de cuisinière attitrée dans une nouvelle maison.
Soucieuse d'échapper à sa vie de domestique, Margaret réalise que son travail ne lui laisse que peu de vie sociale pour faire des rencontres. Elle se met « en quête d'un mari comme d'une tâche ménagère supplémentaire, comme préparer cinq livres de fraises ou éponger le lino ». Elle épouse un crémier, Albert Powell, et quitte sa condition de domestique « avec un énorme sentiment d'infériorité mais la capacité de préparer un dîner à sept plats». Lorsque ses trois fils sont au lycée, vers la fin de la Seconde Guerre mondiale, elle redevint femme de ménage.
Finalement, quand Margaret Powell comprend qu'en-dehors de la météo, il n'y a aucun sujet dont elle puisse parler avec ses enfants qui discutent ensemble d'histoire, d’astronomie, de français et d'autres sujets dans lesquels elle se sent perdue, elle se décide à prendre des cours du soir en philosophie, histoire et littérature. Elle passe l'équivalent anglais du brevet à 58 ans et du bac en 1969, à l'âge de 62 ans.

### Carrière d'écrivaine et vie ultérieure
En 1969, elle publie la suite de ses mémoires, Climbing the Stairs, qui inspire la série télévisée des années 1970 Beryl's Lot, la chronique d'une femme de quarante ans qui suit des cours du soir en philosophie. En 1970, Margaret Powell publie un livre de cuisine The Margaret Powell Cookery Book, réédité en 2012 sous le titre The Downstairs Cookbook.
Margaret Powell a participé à différentes émissions télévisés en Angleterre comme The Petticoat Line à la BBC, Russell Harty Plus ou Hour of Stars de Larry Grayson. Elle a également tourné un clip  publicitaire et enregistré un disque chez RCA. Elle y interprète la chanson I Laugh And Laugh And Laugh, une reprise de Laughing Policeman de Charles Jolly enregistré en 1922, inspiré lui-même de The Laughing Song par George Johnson enregistré en 1901.
Margaret Powell décède en avril 1984 d'un cancer à l'âge de 76 ans.

## Les Tribulations d'une cuisinière anglaise (Below Stairs)
Le récit autobiographique de Margaret Powell sur sa condition domestique dans les années 1920-30, Below Stairs, est publié au Royaume-Uni en 1968 et devient vite un best-seller qui inspirera la série télévisée britannique des années 1970 Upstairs, Downstairs (Maîtres et Valets) puis, dans les années 2010, la série Downtown Abbey. Le livre est traduit et publié en France en 2014 sous le titre Les tribulations d'une cuisinière anglaise.
Issu de son expérience, son récit est exprimé dans un style direct pour témoigner de la condition domestique de l'époque : « "Eux", là-haut, ils pensaient que les domestiques ne devaient jamais tomber malades ni être trop bien habillés, ni avoir une opinion différente de la leur.» Férue de lecture depuis son jeune âge, Margaret Powell examine sa condition sous un angle intellectuel : « Et que les domestiques puissent avoir la prétention de s'élever au-dessus du sous-sol, alors là, c'était carrément impensable ! Même Lady Downhall était un peu comme ça. Je lui ai demandé un jour si je pouvais emprunter un livre de sa bibliothèque et je vois encore son air étonné. Elle m'a répondu : "Oui bien sûr, Margaret." Mais elle a ajouté : "A vrai dire, je ne savais pas que vous lisiez." Il savaient qu'on respirait, qu'on dormait et qu'on travaillait, mais qu'on lisait, ça, ils ne le savaient pas.»